# Encore (álbum de Sarah Brightman)
Encore es un álbum recopilatorio de la cantante Sarah Brightman lanzado a mediados de 2001. Esta producción incluye canciones de álbumes anteriores de Brightman y su exesposo Andrew Lloyd Webber, entre ellos The Songs That Got Away y Surrender, aunque también presenta cuatro canciones inéditas.

## Lista de canciones
1. "Whistle Down The Wind"
2. "Away From You"
3. "Guardami"
4. "Think Of Me"
5. "One More Walk Around The Garden"
6. "Surrender"
7. "If I Ever Fall In Love Again"
8. "Half A Moment"
9. "Piano"
10. "What More Do I Need"
11. "There Is More To Love"
12. "The Last Man In My Life"
13. "In The Mandarin's Orchid Garden"
14. "Nothing Like You've Ever Known"
15. "Chi Il Sogno Di Doretta"